# Сафар, Петер
Петер Йозеф Сафар (12 апреля 1924 — 2 августа 2003) — австрийский врач-анестезиолог еврейского происхождения, пионер интенсивной терапии, трехкратный номинант на Нобелевскую премию в области медицины,  создатель современной сердечно-лёгочной реанимации.

## Биография
Сафар родился в Вене, его юношеские годы пришлись на период нацистского аншлюса Австрии. Скрыв еврейское происхождение он поступил в Венский университет, который окончил в 1948 году. Во время войны проявившаяся экзема позволила ему получить освобождение от армии по состоянию здоровья, которое он продлевал, успешно симулируя кожные расстройства с помощью мази, используемой для проверки на туберкулез, вызвавшей у него необычную кожную сыпь. После войны он женился на Еве Kyzivat и переехал из Вены в Хартфорд (Коннектикут) в 1949 году для обучения на хирурга в Йельском университете. Он окончил обучение на анестезиолога в Пенсильванском университете в 1952 году. В этом же году он работал в городе Лима, Перу и основал в этой стране первое отделение анестезиологической академии. В 1954 году он стал главным анестезиологом в Baltimore City Hospital.
С 1961 года работал в Питсбургском университете, в медицинском центре которого создал крупное отделение анестезиологии и ввёл первую в мире программу обучения интенсивной терапии. Разработал американские стандарты обучения персонала скорой помощи. Именем Сафара назван реанимационный медицинско-исследовательский центр Питсбургского университета (Safar Center for Resuscitation Research).
Сафар умер 3 августа 2003 года в Маунт-Лебаноне от рака.